# Lars Dufberg

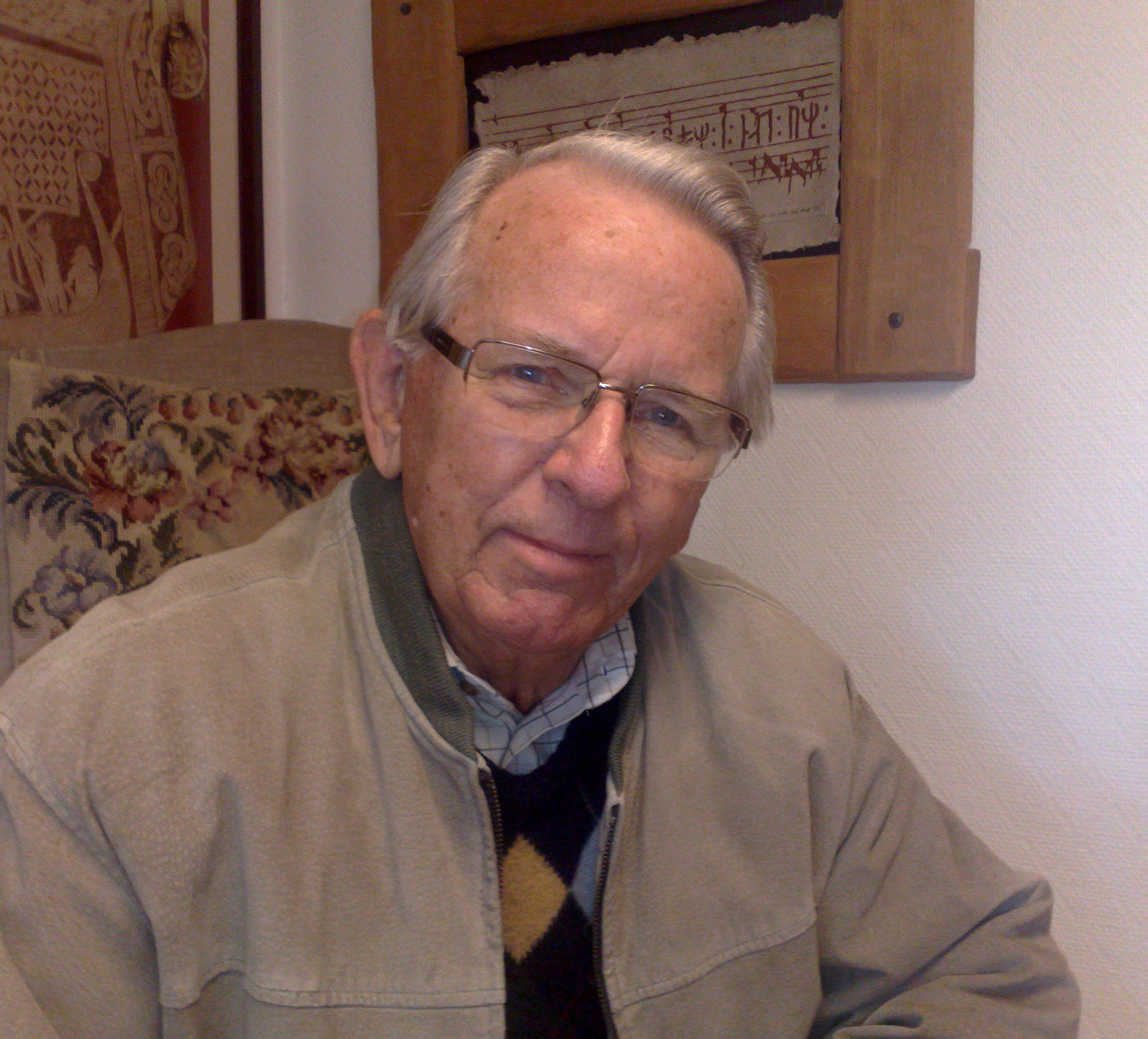
Lars Dufberg år 2009.

Lars Dufberg, född 1926, död 2012, var en svensk författare. Han var under 1960- och 1970-talen riksantikvariens ombud i Skanör med Falsterbo. Dufberg har skrivit flera böcker om Falsterbonäset med omnejd. Han var mellan 1973 och 1983 hedersordförande för Falsterbonäsets Museiförening.